# Caitlin Moran

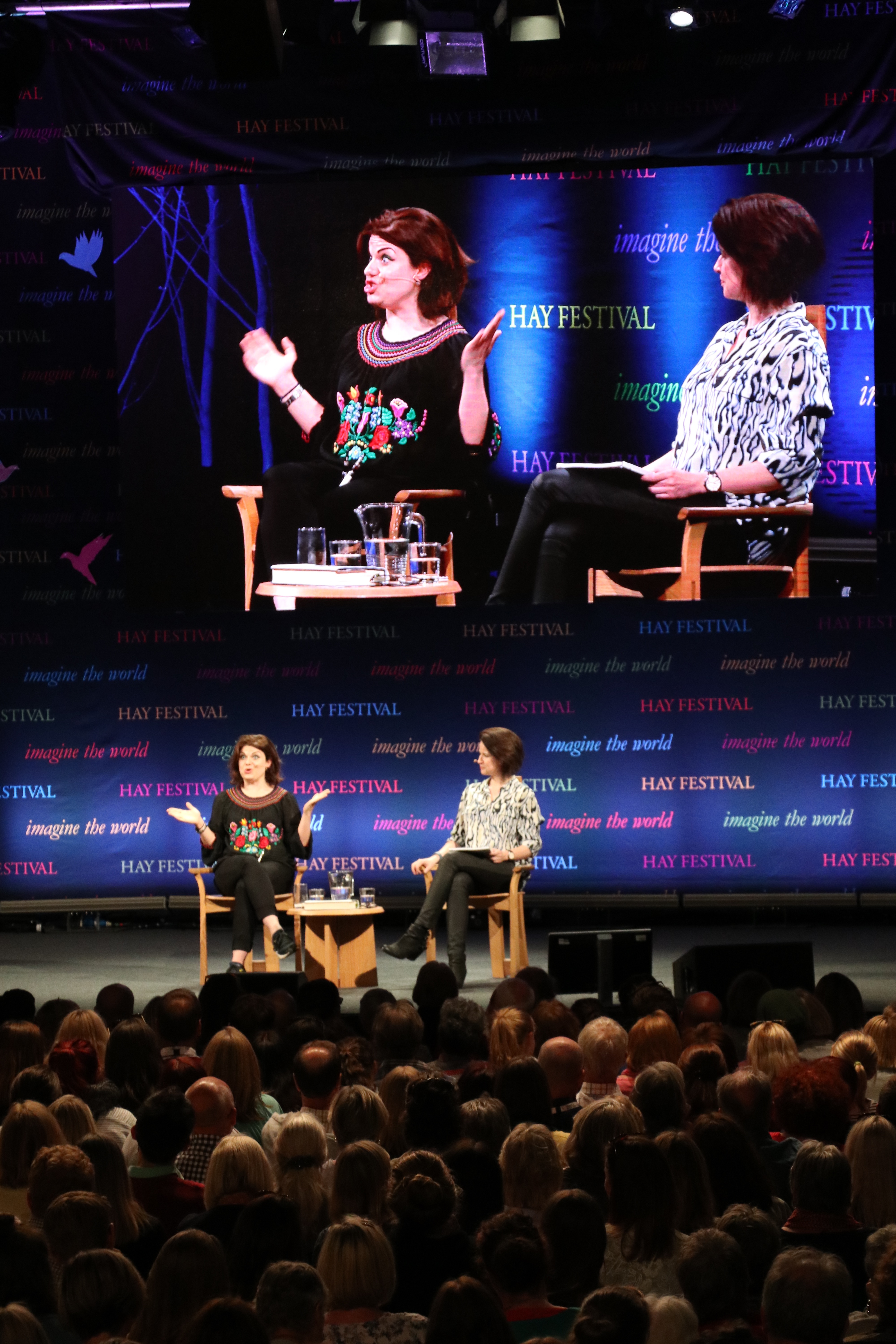
Moran op het Hay Festival, 2016

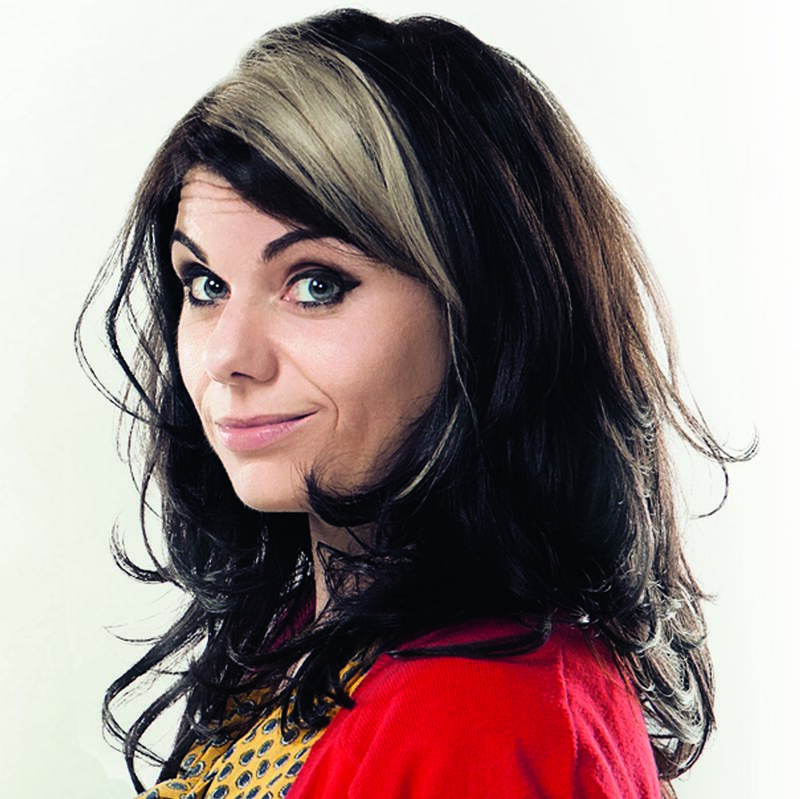
Publiciteitsfoto door Morans Zweedse uitgever Albert Bonniers Förlag, 2013

Catherine Elizabeth Moran (Brighton, 5 april 1975) is een Britse feministische, journalist, columnist, schrijver en mediapersoonlijkheid. Ze schrijft onder andere voor The Times.

## Jeugd
Moran werd geboren in Brighton als oudste van acht kinderen. Het gezin woonde in een sociale huurwoning in Wolverhampton. Haar Ierse-Liverpoolse vader was een punkrock-drummer die in de jaren zestig sessiewerk deed voor veel bekende bands, maar later moest hij daarmee stoppen vanwege artrose . Haar moeder had een middenklasse-achtergrond en studeerde aan de Universiteit van Sussex.
Vanaf haar elfde ging Moran niet meer naar school, maar kregen zij en haar broers en zussen thuisonderwijs, hetgeen legaal is in Engeland. Ze werden echter nauwelijks onderwezen door hun ouders, maar de overheid greep niet in. Haar moeder beschreef het gezin als "de enige hippies in Wolverhampton". Moran beschrijft haar jeugd als gelukkig, maar vertelt ook dat ze het ouderlijk huis verliet zodra het kon, op 18-jarige leeftijd. Ze schreef een jeugdboek The chronicles of Narmo, dat werd gepubliceerd in 1992.
Moran is feminist geworden na het lezen van het boek The Female Eunuch van Germaine Greer. Ze las dit boek als kind al.

## Journalistieke en schrijfcarrière
Al sinds het begin van haar puberteit streefde Moran een carrière als schrijver na. Op 12-jarige leeftijd won ze de Dillons essay competition, een wedstrijd voor jonge lezers met een essay over het onderwerp Waarom Ik Van Boeken Hou, en op 15-jarige leeftijd won ze de Young Reporter award van The Observer, de prijs voor Jonge Verslaggever van het Jaar. Op die leeftijd publiceerde ze ook haar eerste roman, The Chronicles of Narmo, waarvoor ze geïnspireerd was door haar eigen ervaringen met thuisonderwijs. Ze begon haar carrière als journalist voor Melody Maker (een wekelijks muziekblad) op 16-jarige leeftijd. Het jaar erop begon ze ook te schrijven voor The Observer en The Guardian en op haar 18e kreeg ze een wekelijkse column in The Times.
In 1992 begon haar televisiecarrière. Ze presenteerde toen het muziekprogramma Naked City op Channel 4. Het liep twee seizoenen.
In 2011 publiceerde Ebury Press in het Verenigd Koninkrijk Morans boek How to Be a Woman, waarin ze haar vroege leven beschrijft, inclusief haar visie op het feminisme. Er zijn meer dan 1 miljoen exemplaren van verkocht in 28 landen. In september 2020 publiceerde Ebury Press het vervolg, More Than a Woman, dat de middelbare leeftijd onderzoekt.
In juli 2012 werd Moran Fellow van de Universiteit van Aberystwyth. Morans opvoeding inspireerde haar tot het schrijven van de tragikomische TV-serie Raised by Wolves. In december 2013 werd die in het Verenigd Koninkrijk op Channel 4 uitgezonden.
Morans semi-autobiografische roman How to Build a Girl (2014) speelt zich af in Wolverhampton in de vroege jaren negentig. Moran schreef samen met John Niven het scenario voor de gelijknamige verfilming. Ze was ook uitvoerend producent van de film.
In april 2014 werd ze in de BBC Woman's Hour Power List 2014 genoemd als een van de meest invloedrijke vrouwen van Groot-Brittannië.
In 2014 werd haar Twitter-feed toegevoegd aan de lijst met teksten voor het Engelse A-level. In juni 2014 meldde het Reuters Institute for the Study of Journalism dat zij de meest invloedrijke Britse journalist op Twitter was.

## Persoonlijk
Moran is sinds haar 24e getrouwd met The Times- muziekrecensent Peter Paphides, met wie ze twee dochters kreeg.

## Prijzen en onderscheidingen
- 2010 - British Press Awards, Columnist van het jaar
- 2011 - Cosmopolitan, Ultimate Writer of the Year
- 2011 - Irish Book Award, categorie Listeners Choice voor How to be a woman
- 2011 - Galaxy National Book Awards, Boek van het jaar voor How to be a woman
- 2011 - Galaxy National Book Awards, Populair non-fictieboek van het jaar voor How to be a woman
- 2011 - British Press Awards, Interviewer van het jaar
- 2011 - British Press Awards, Criticus van het jaar
- 2012 - Glamour Awards, Schrijver van het jaar
- 2012 - London Press Club, Columnist van het jaar
- 2013 - Comment Awards, Cultuurcommentator van het jaar
- 2015 - Glamour Awards, Columnist van het jaar